# Ceuthelea umtalensis
Ceuthelea umtalensis är en fjärilsart som beskrevs av Boris Ivan Balinsky 1994. Ceuthelea umtalensis ingår i släktet Ceuthelea och familjen mott. Inga underarter finns listade i Catalogue of Life.